# بازگنجشک بریتانیای نو
بازگنجشک بریتای نو (نام علمی: Accipiter brachyurus) یک گونه پرنده شکاری در گونه‌های تهدیدشده است. این گونه بومزاد در دو جزیره پاپوآ گینه نو بریتانیای نو و ایرلند جدید است. حتی در سال ۱۹۳۴، ارنست مایر، در بررسی زندگی پرندگان کوهستانی در طول اکتشاف در دریای جنوبی ویتنی، بازگنجشک بریتانیای نو را بسیار نادر تشخیص داد.